# Streblus elongatus
Streblus elongatus är en mullbärsväxtart som först beskrevs av Friedrich Anton Wilhelm Miquel, och fick sitt nu gällande namn av Edred John Henry Corner. Streblus elongatus ingår i släktet Streblus och familjen mullbärsväxter. Inga underarter finns listade i Catalogue of Life.